# 御穂神社

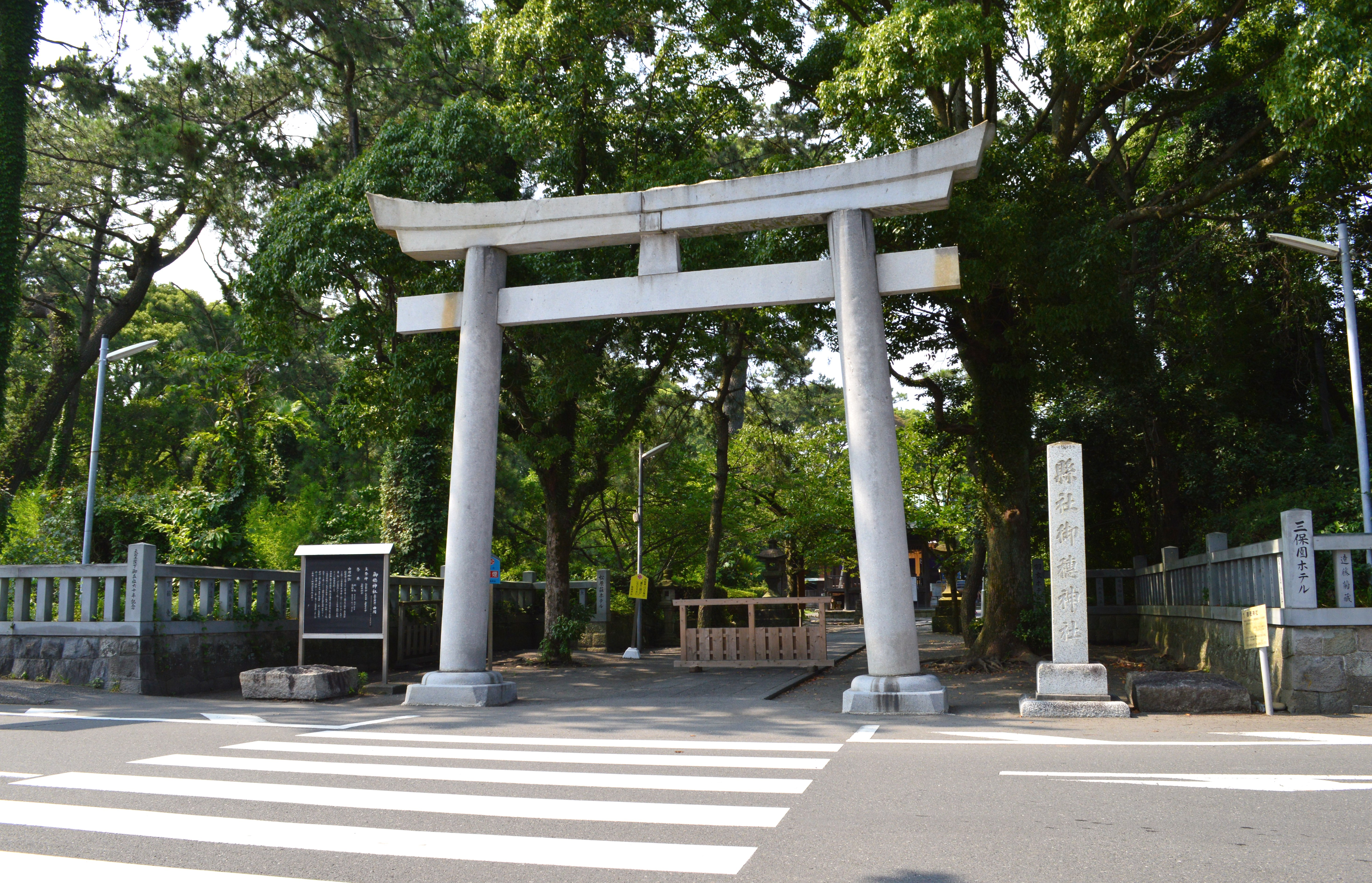
鳥居

御穂神社（みほじんじゃ）は、静岡県静岡市清水区三保にある神社。式内社、駿河国三宮で、旧社格は県社。
三保松原の「羽衣の松」に関係する神社として知られる。「みほ」の字は、「御穂」のほか「御廬」「三穂」「三保」にも作る。
神社境内と参道（神の道）は、世界文化遺産「富士山-信仰の対象と芸術の源泉」の構成資産の1つ「三保松原（みほのまつばら）」の範囲に含まれる。

## 祭神
祭神は次の2柱。
- 大己貴命（おおあなむちのみこと、大国主） - 別名を「三穂津彦命（みほつひこのみこと）」とする。
- 三穂津姫命（みほつひめのみこと）

『延喜式』神名帳では祭神は1座。また『駿河雑志』では、「御穂津彦」・「御穂津姫」の2柱とする。

## 歴史

### 創建

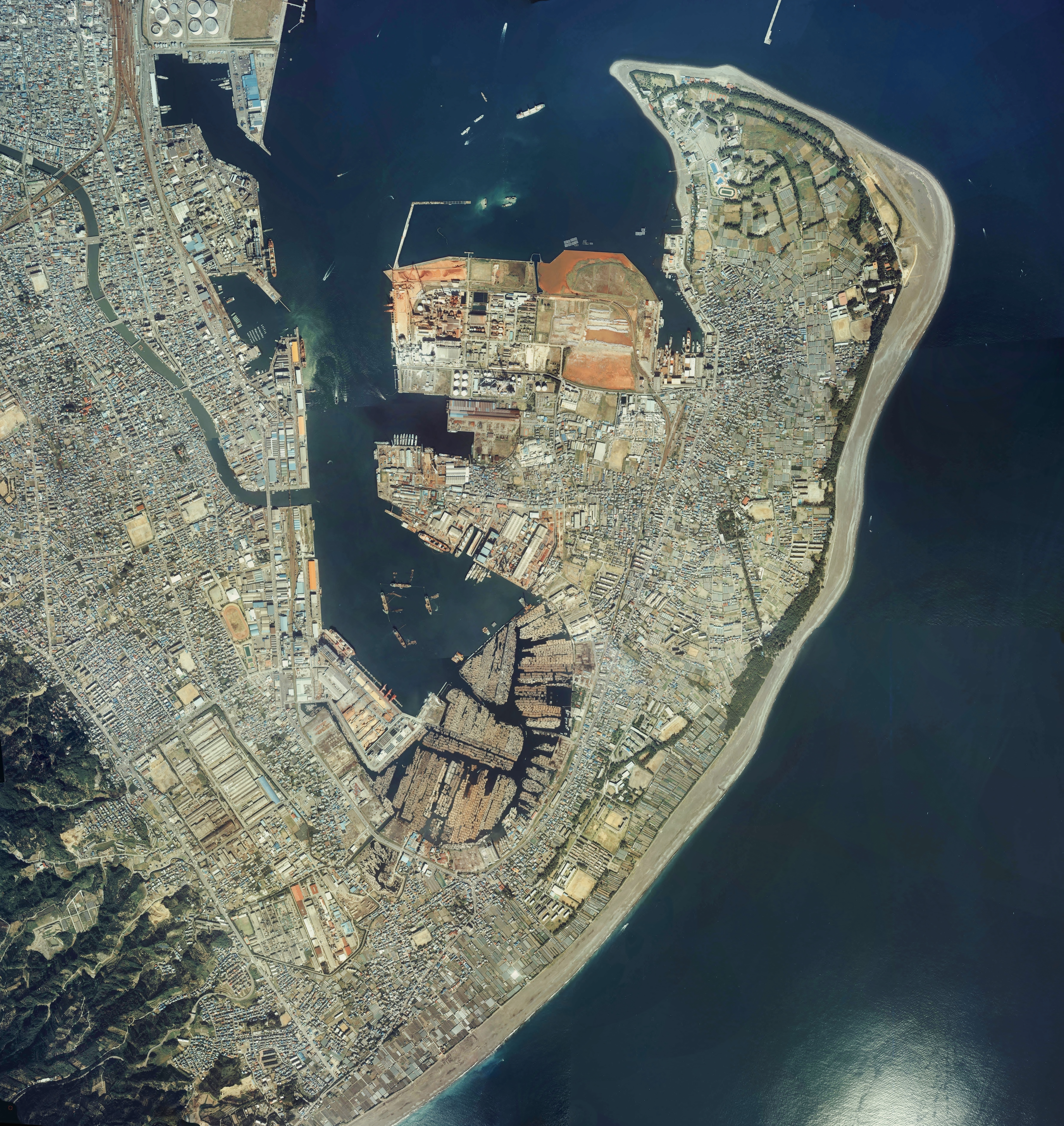
三保半島周辺の空中写真1983年撮影の12枚を合成作成。。画像中央右側一角が御穂神社境内にあたり、境内から海岸の三保の松原まで松並木が延びる。

創建は不詳。『駿河雑志』では、日本武尊が勅により官幣を奉じ社領を寄進したとも、出雲国の御穂埼（現・島根県松江市美保関町）から遷座した神であるとも伝えるが明らかではない。
三保松原には「羽衣の松」があり、羽衣の松から御穂神社社頭までは松並木が続くが、この並木道は羽衣の松を依代として降臨した神が御穂神社に至るための道とされ「神の道」と称される。現在でも筒粥神事では海岸において神迎えの儀式が行われるが、その際に神の依りついたひもろぎは松並木を通って境内にもたらされる。これらから、御穂神社の祭祀は海の彼方の「常世国」から神を迎える常世信仰にあると考えられている。

### 概史
国史では神名を「御廬神」として、貞観7年（865年）に従五位下から従五位上へ、のち元慶3年（879年）に正五位下へ神階が昇叙されたという記事が見える。
延長5年（927年）成立の『延喜式』神名帳では駿河国廬原郡（庵原郡）に「御穂神社」と記載され、式内社に列している。
寛文年間（1661年-1673年）頃の偽書とされる『駿河国風土記』では、「日本武尊奉勅供官幣、始献圭田五百畝、為国之三宮」と記載されていることから、当社は駿河国において富士山本宮浅間大社（一宮）、豊積神社（二宮）に次ぐ三宮の地位にあったと推測されている。ただし、同記でそのように記す根拠は明らかとなっていない。
中世の史料としては文保3年（1319年）の飯室乃神社蔵の鰐口がある。この鰐口では「三保大明神」と見え、神主の息長氏女から施入されたという。また、応安3年（1370年）には神木の伐採禁止と違反者捜索が伊達景宗に命じられているほか、弘治3年（1557年）には山科言継が今川義元の勧めで「三浦之大明神」と記される当社に参詣し、禰宜の大田氏（太田氏）に礼を遣わしている。天正5年（1577年）には太田喜三郎が三保の神主職に補任、大明神御供免松原浦等が安堵された。
近世には、徳川家康から朱印地として三保・折戸・別符3カ村の106石が与えられ社殿も整備されたが、寛文8年（1668年）に火災で焼亡したという。
明治維新後、明治6年（1873年）に近代社格制度において郷社に列し、明治31年（1898年）に県社に昇格した。

### 神階
- 六国史時代における神階奉叙の記録[4]
  - 貞観7年（865年）12月21日、従五位下から従五位上 （『日本三代実録』） - 表記は「御盧神」。
  - 元慶3年（879年）4月5日、従五位上から正五位下 （『日本三代実録』） - 表記は「御廬神」。
- 六国史以後
  - 従二位 （『駿河国神名帳』）[6] - 表記は「三保明神」。

## 境内

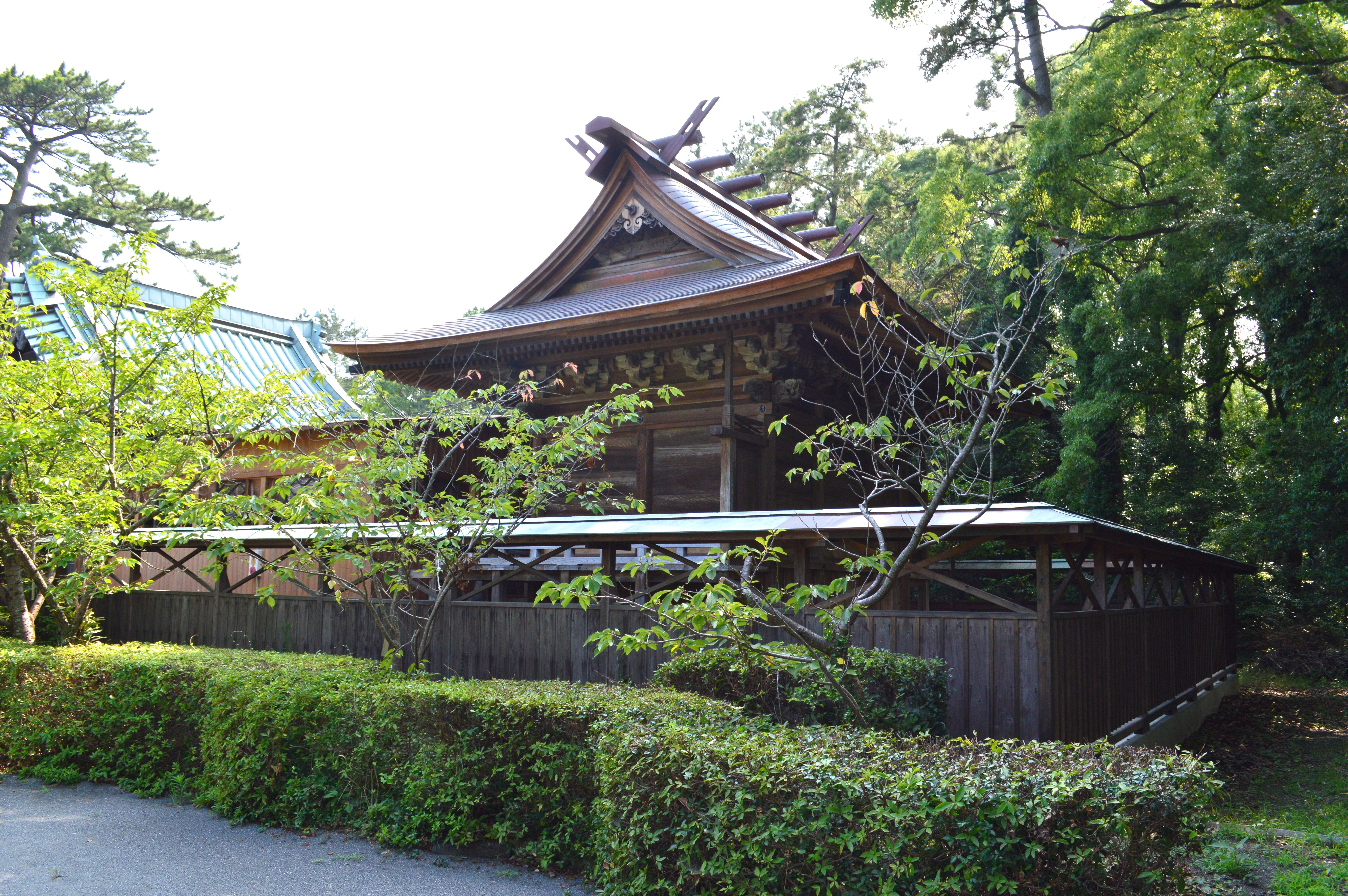
本殿（静岡市指定文化財）

社殿は徳川家康によって整備されたが寛文8年（1668年）に火災で焼亡したといい、その後江戸時代中期に仮宮（かりみや）として建てられたものが現在まで続いている。現在の本殿は入母屋造で、静岡市指定文化財に指定されている。
社頭からは「神の道」と称される樹齢300年から400年ほどの松並木が520メートルほど続き、松並木が絶える三保の松原において、謡曲『羽衣』で知られる「羽衣の松」が立つ。羽衣の松は枯死により交替を繰り返しているが、原初の松は並木道の延長線上にあったと推測される。

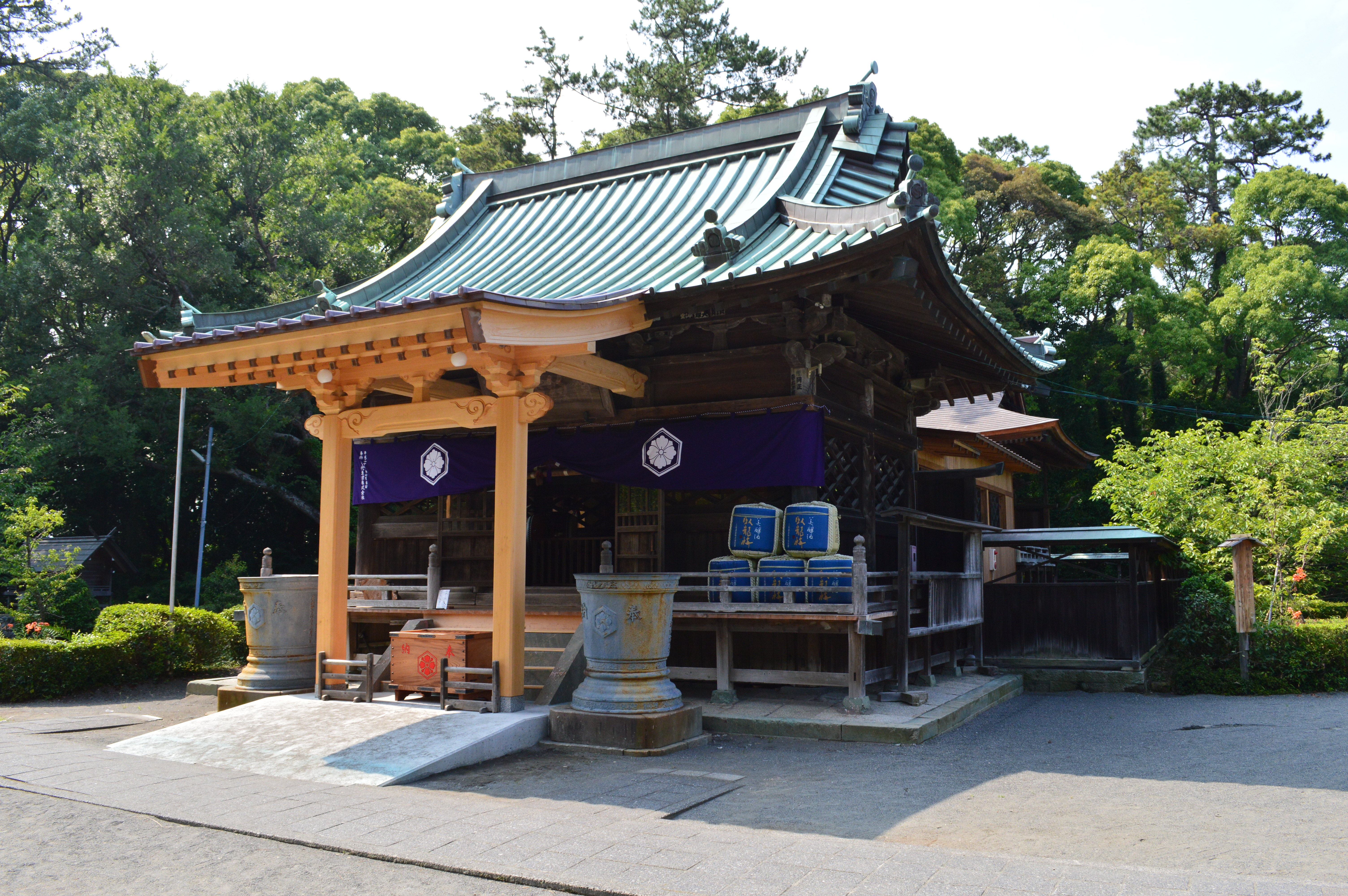
拝殿
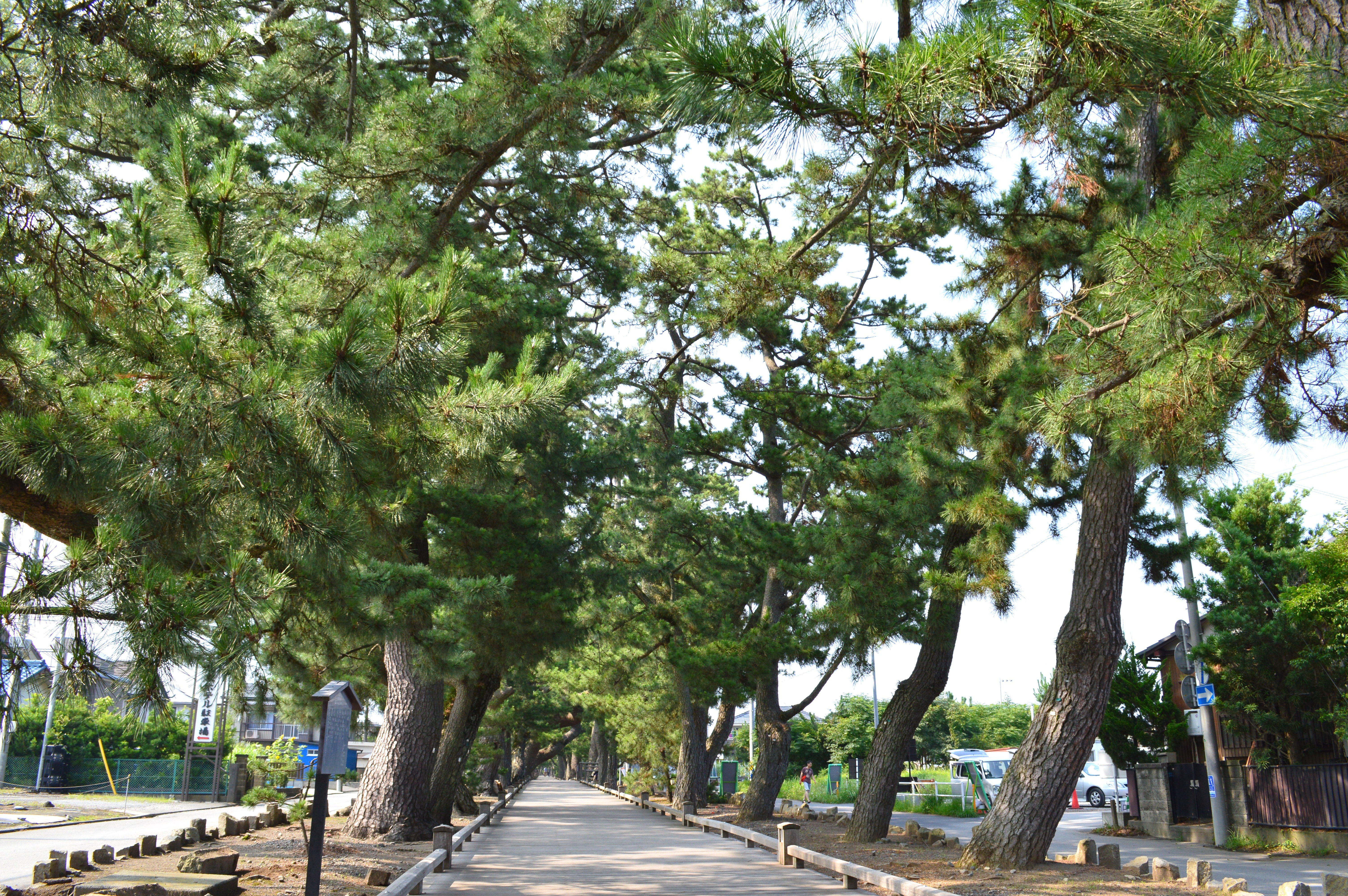
参道の松並木（神の道）
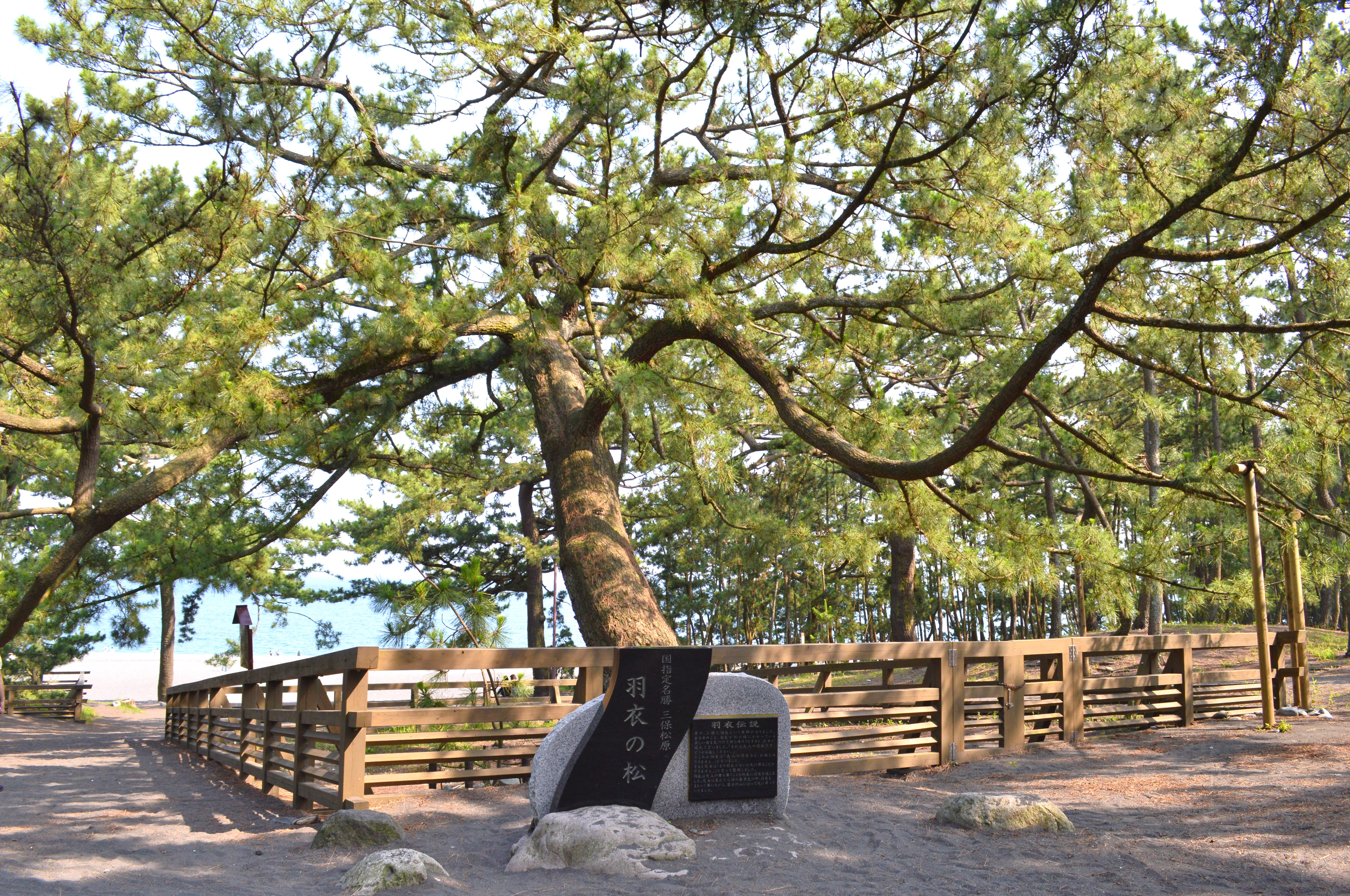
羽衣の松 常世国から神が降臨する依代という。

## 摂末社
- 子安神社 - 祭神：須佐之男命、稲田姫命
- 舞殿東の5社
  - 呉服之神社 - 祭神：長白羽命

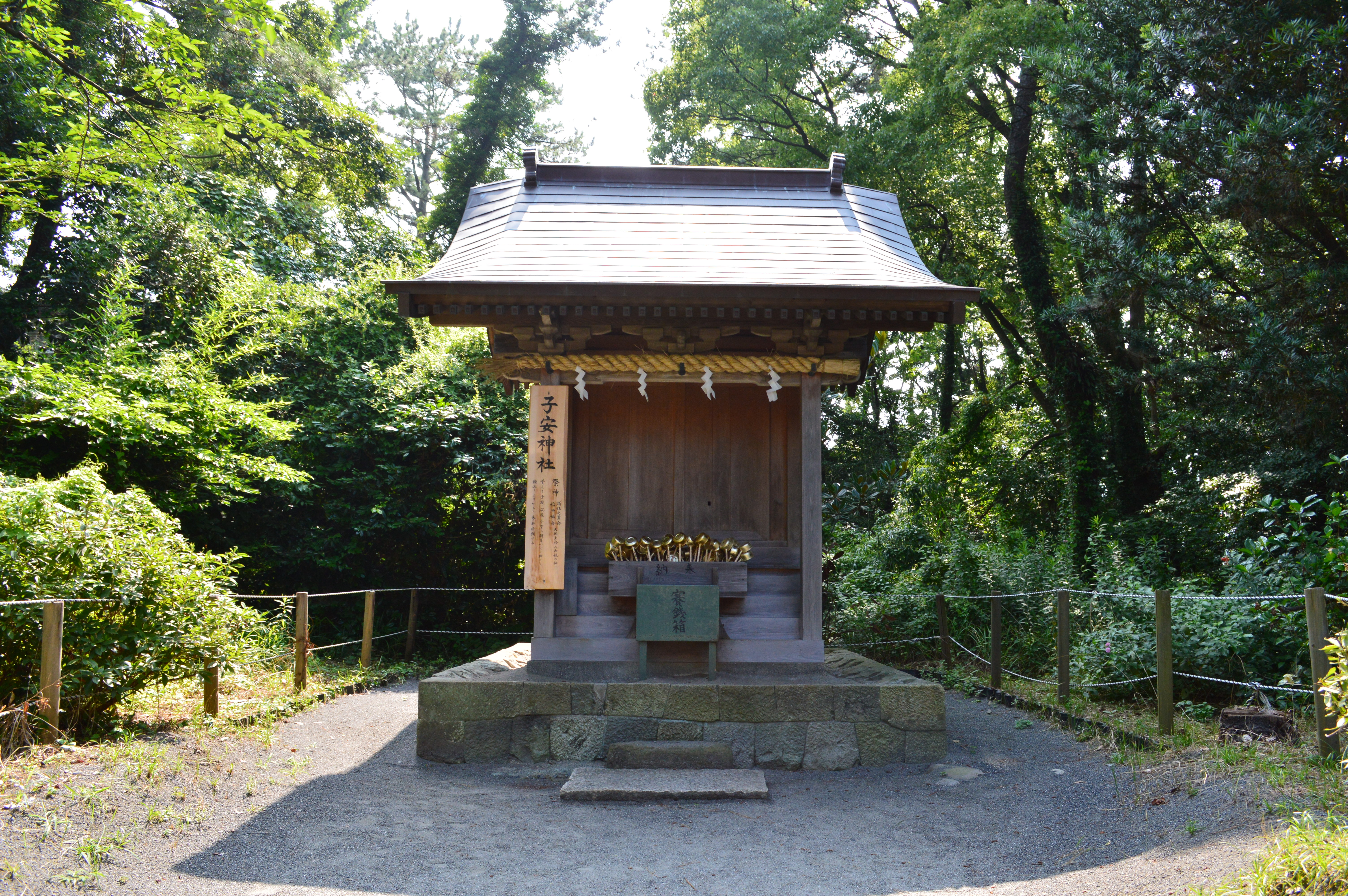
子安神社

  - 稲荷神社 - 祭神：宇迦之御魂神、大宮姫神、太田命
  - 胡夫大夫神社 - 祭神：事代主命
  - 磯前神社 - 祭神：少彦名神
  - 産霊神社 - 祭神：高皇産霊命、神皇産霊命
- 本殿西の3社
  - 八幡神社 - 祭神：応神天皇
  - 八雲神社 - 祭神：須佐之男命
  - 神明社 - 祭神：天照大神
- 羽車神社 - 羽衣の松に鎮座する。

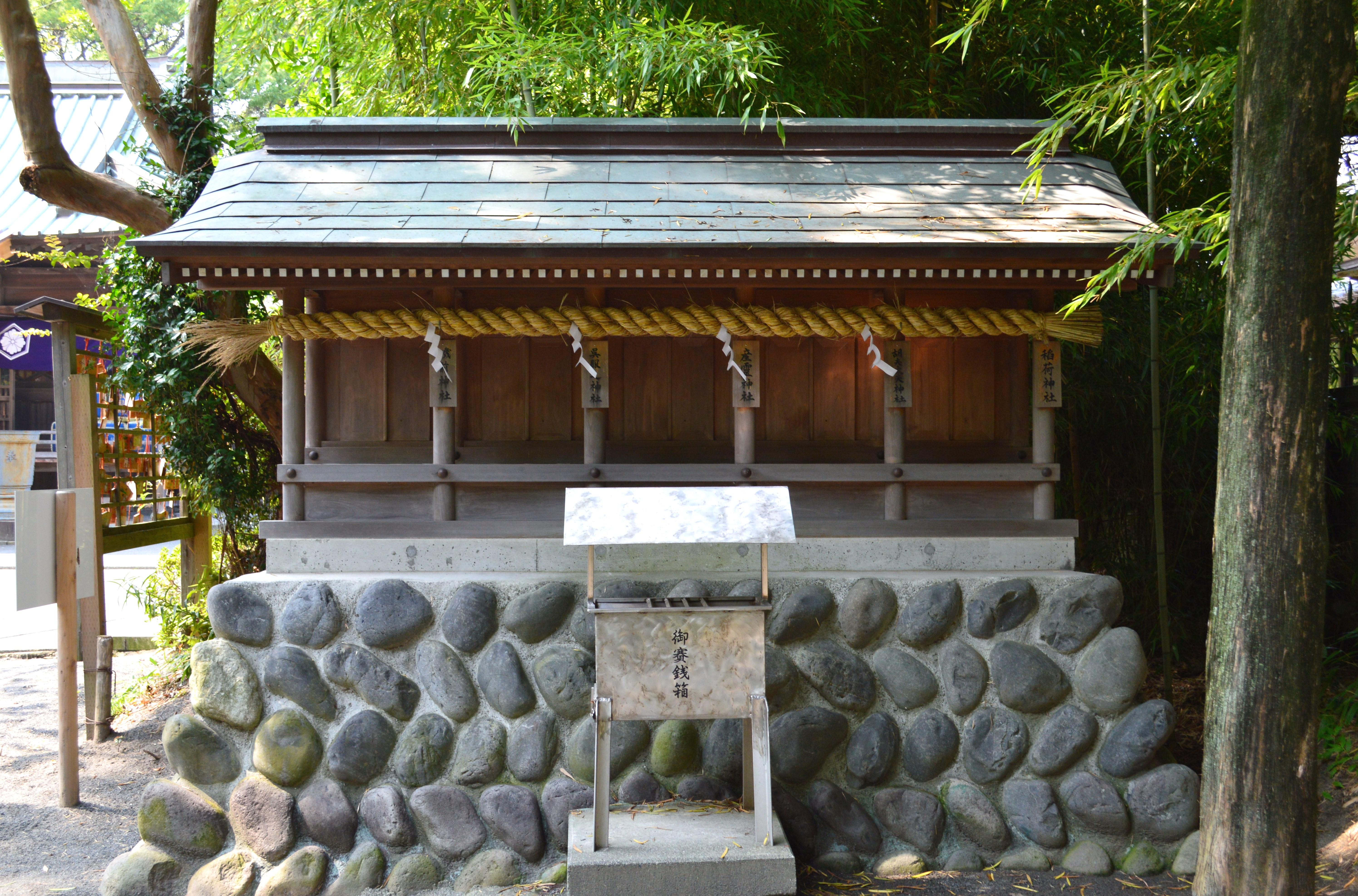
末社5社
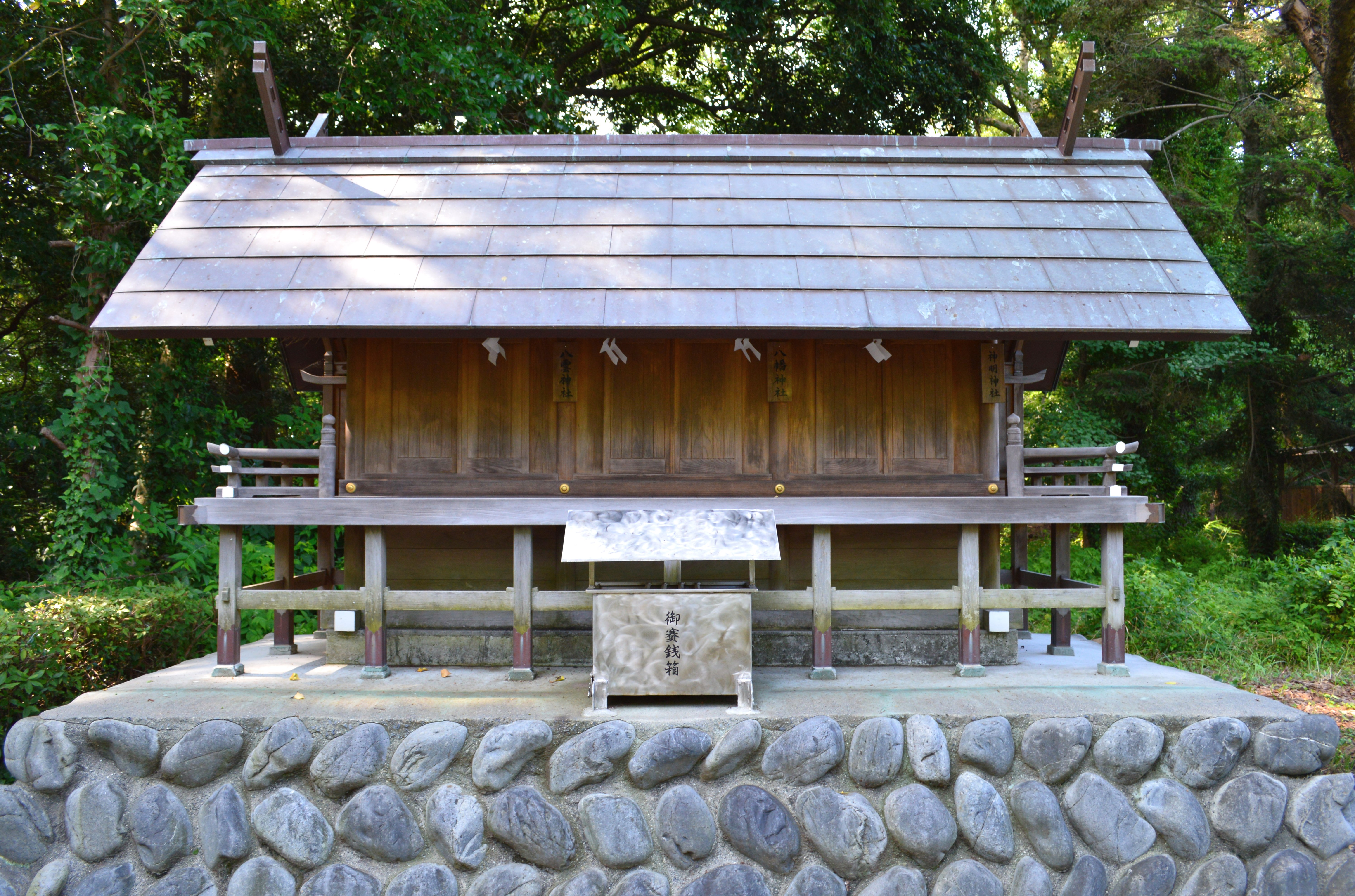
末社3社
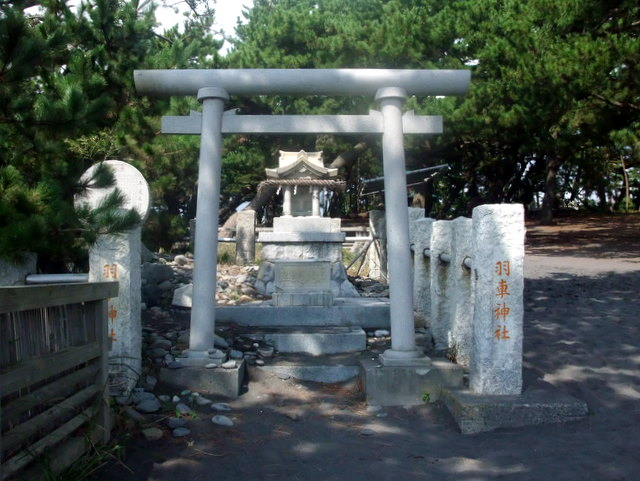
羽車神社

## 祭事
例祭
11月1日に行われる、1年間に行われる祭事のうちで最も重要な祭。祭事では湯立の神事を行うほか、舞殿において「羽衣の舞」と称される巫女舞が奉納される。なお、この羽衣の舞は秋の祭でも奉納される。
筒粥祭
「つつかゆさい」。2月14日夜から15日にかけて行われる豊作祈願の祭。祭事としては、まず拝殿前に大釜を据えて粥を煮る準備をする。そして夜半に海岸で神迎えの神座を設け、篝火を一切用いない中で祝詞奏上により神迎えの儀式を行う。迎えられた神はひもろぎに宿り、神職はそのひもろぎを持って松並木を通り神社境内に至る。その後社前の大釜で粥を煮て竹筒を入れ、筒の中に入った粥の量でその年の作柄の占いを行う。

## 文化財

### 重要文化財（国指定）
- 太刀 無銘（附 糸巻太刀拵）（工芸品）
鎌倉時代の作[3]。鎬造で、刃長95.2センチメートル、反り4.2センチメートル[3]。1921年（大正10年）4月30日指定[7]。

### 静岡市指定文化財
- 有形文化財
  - 本殿（附 棟札2枚、狛犬1対）（建造物） - 1996年（平成8年）2月23日指定[8]。
  - 御簾 2張（工芸品） - 1988年（昭和63年）11月21日指定[8]。

### その他
- 羽衣の裂
羽衣伝説に見える羽衣の一片と伝える裂（きれ）[3]。1,200年以上前の比礼・裳の一片と推測されており、織物の文様から大陸に由来するとも推測される[3]。
- 羽衣の笛 - 羽衣の舞の際に吹奏された笛[3]。
- 三保古絵図
- 三保社記

## 現地情報
所在地
- 静岡県静岡市清水区三保1073

交通アクセス
- 東海旅客鉄道（JR東海）東海道本線 清水駅、静岡鉄道静岡清水線 新清水駅から
  - バス：しずてつジャストライン（三保方面行）で 「三保松原入口」バス停下車 （乗車時間約25分、下車後徒歩約5分）